# Comuna Lolîn, Dolîna
Lolîn (în ucraineană Лолин) este o comună în raionul Dolîna, regiunea Ivano-Frankivsk, Ucraina, formată din satele Anhelivka, Lolîn (reședința) și Maksîmivka.

## Demografie
Componența lingvistică a comunei Lolîn
     Ucraineană (99,75%)
     Alte limbi (0,25%)
Conform recensământului din 2001, majoritatea populației comunei Lolîn era vorbitoare de ucraineană (99,75%), existând în minoritate și vorbitori de alte limbi.